# Cyclogramma bacchis
Cyclogramma bacchis är en fjärilsart som beskrevs av Doubleday 1849. Cyclogramma bacchis ingår i släktet Cyclogramma och familjen praktfjärilar. Inga underarter finns listade i Catalogue of Life.